# Карасин, Григорий Борисович
Григо́рий Бори́сович Кара́син (род. 23 августа 1949, Москва) — российский дипломат. Статс-секретарь — заместитель министра иностранных дел Российской Федерации (2005—2019). Чрезвычайный и полномочный посол (1995), Заслуженный работник дипломатической службы Российской Федерации (2004). Сенатор Российской Федерации с 2019 года, председатель Комитета Совета Федерации по международным делам.
Из-за вторжения России на Украину находится под персональными санкциями 27 стран ЕС, Великобритании, США, Канады, Швейцарии, Австралии, Украины, Новой Зеландии.

## Биография
Родился 23 августа 1949 года в Москве. Отец был офицером Советской армии, которого часто переводили с одного места службы на другое места, и семье приходилось переезжать вместе с ним. Первый класс школы Григорий Карасин окончил в городе Лубны Полтавской области. После возвращения в Москву продолжил учёбу — был принят по месту жительства на Университетском проспекте в только что открывшуюся четвёртую английскую спецшколу на улице Фотиевой, 14 к. 3. Всего за универмагом «Москва» располагались четыре школы: английская, французская, обычная и математическая № 2.
В 1966 году поступил в Институт восточных языков при Московском государственном университете им. М. В. Ломоносова. При распределении в группы по изучению неевропейских языков ему достался язык хауса одноименного народа, распространённый в Западной Африке, в основном в Нигерии и Нигере. Будучи студентом 1-го курса, познакомился с будущей супругой Ольгой, которая училась на 1-м курсе Первого медицинского института. В 1970 году на пятом курсе по линии Министерства высшего образования уехал на годичную стажировку в Нигерию в Ибаданский университет.
В 1971 окончил Институт восточных языков при Московском государственном университете им. М. В. Ломоносова по специальности «востоковед-историк». Владеет английским, французским языками и языком хауса. В июле 1972 года Институт восточных языков был преобразован в Институт стран Азии и Африки (ИСАА). «Я окончил ещё Институт восточных языков при МГУ. ИСАА он начал называться ровно в год, когда я получил диплом».
В 1971 году женился.

### В Министерстве иностранных дел СССР/РФ
С 1972 года на дипломатической работе в Министерстве иностранных дел СССР. «Я тогда пришел работать в МИД — стажировался перед своей первой командировкой в Сенегал», — впоследствии вспоминал сам Карасин. В том же году был направлен во франкоязычный Сенегал.
С 1972 года по 1976 год работал переводчиком, атташе посольства СССР в Сенегале в Дакаре. Сотрудники посольства также поддерживали дипломатические отношения с соседней Гамбией, где не было советского посольства.
В 1976—1977 годах — атташе первого африканского отдела (I АФО) Министерства иностранных дел СССР.
В 1977—1979 годах — в секретариате заместителя министра иностранных дел СССР. Сперва на должности третий секретарь, а затем второй секретарь. На работу в секретариат Карасина взял известный советский дипломат Яков Малик, который в 1968—1976 годах был постоянным представителем СССР при ООН и в Совете безопасности ООН в Нью-Йорка. В ноябре 1976 года, достигнув 70 лет, Малик был отозван в Москву в Министерство иностранных дел СССР, где ему поручили заниматься Африкой и Латинской Америкой.
С 1979 года по 1985 год работал в посольстве СССР в Австралии. С 1979 года — второй секретарь, а с 1985 года — первый секретарь. Послом СССР в Австралии в этот период до апреля 1983 года был Николай Судариков. В 1983 году его сменил Евгений Самотейкин.
В 1985—1987 годах — первый секретарь второго европейского отдела МИД СССР. Второй европейский (2 ЕО) занимался вопросами дипломатических отношений с Великобританией, Ирландией, странами Северной Европы, включая Скандинавский полуостров, Данию, Исландию.
В 1987—1988 годах — советник первого европейского отдела МИД СССР. Первый европейский отдел (I ЕО) занимался вопросами дипломатических отношений с Бельгией, Нидерландами, Люксембургом, Испанией, Португалией, Андоррой, Францией, Монако, Италией, Мальтой, Ватиканом, Сан-Марино, Мальтийским орденом.
В 1988 году — первое назначение в Великобританию, в советское посольство в Лондоне. С 1988 года по 1992 год — советник посольства СССР в Великобритании. До октября 1991 года послом был Леонид Замятин. В ноябре 1991 года послом был назначен Борис Панкин. В декабре 1991 года посольство СССР стало посольством Российской Федерации, государства-продолжателя СССР на международной арене.
2 июля 1992 года Карасину присвоен дипломатический ранг чрезвычайного и полномочного посланника I класса

#### Департамент Африки и Ближнего Востока
В 1992—1993 годах — начальник управления Африки, департамент Африки и Ближнего Востока МИД России. Управление Африки было создано в начале 1990-х годов путём слияния трёх отделов Африканских стран (I, II, III АФО). Министром иностранных дел в этот период был Андрей Козырев.
13 мая 1993 года на брифинге в МИД России начальник управления Африки Григорий Карасин объявил о признании Россией нового государства Эритреи.

#### Департамент информации и печати
С июля 1993 года по июль 1996 года — директор департамента информации и печати МИД России. 26 июля 1993 года официально вступил в должность, сменив на этой должности Сергея Ястржембского.
В марте 1994 года распоряжением премьер-министра Виктора Черномырдина утверждён членом коллегии МИД РФ. Коллегия рассматривает наиболее важные вопросы деятельности МИДа России.
В апреле 1996 года ФСБ России арестовало сотрудника МИД России Платона Обухова, обвинив его в шпионаже в пользу Лондона. Разгорелся дипломатический скандал. 17 мая 1996 года российские власти объявили о депортации четырёх представителей британской дипмиссии. Впоследствии четырём российским дипломатам было предписано покинуть Великобританию. При этом директор департамента информации и печати МИД Григорий Карасин призывал представителей Великобритании и России не позволить случившемуся нанести ущерб развивающимся в последнее время российско-британским отношениям.

#### Заместитель министра иностранных дел России
27 июля 1996 года указом президента России Бориса Ельцина назначен заместителем министра иностранных дел России, ответственным за Азиатско-Тихоокеанский регион. Незадолго до этого, в январе 1996 года, президент Ельцин сменил министра иностранных дел РФ. Вместо Андрея Козырева был назначен Евгений Примаков.
В январе 1997 Карасин возглавлял делегацию МИР России в Северную Корею. В Пхеньяне он встретился с северокорейским коллегой Ли Ин Гю, обсуждали проект нового межгосударственного договора КНДР и России, в том числе и вопросы продолжения военного сотрудничества. В июне 1997 года Григорий Карасин и глава МИД России Евгений Примаков провели переговоры с замминистра иностранных дел Северной Кореи Ли Ин Гю. Темой переговоров были условия нового договора о дружбе, сотрудничестве и взаимной помощи.
В январе 1998 года в Москве втретился со своим японским коллегой, заместителем министра иностранных дел Японии Минору Тамба. Обсуждали реализацию плана Ельцина—Хасимото по развитию экономического сотрудничества. СМИ сообщали о намерении сторон к 2000 году решить проблему принадлежности южных Курильских островов и подписать мирный договор между Японией и Россией. В марте 1998 года Карасин посетил Токио, где продолжил переговоры.
Карасин был заместителем Примакова до сентября 1998 года, когда того назначили премьер-министром России. Новым министром иностранных дел был назначен Игорь Иванов.
В августе 1999 года достиг возраста 50 лет. В октябре 1999 года Карасин посетил США и провёл в Вашингтоне консультации с помощником госсекретаря по делам Южной Азии Карлом Индерфуртом по гражданской войне в Афганистане и по вооружённому конфликту между Индией и Пакистаном. По итогу было сделано совместное заявление.
Занимал должность до 25 марта 2000 года.

#### Посол в Великобритании

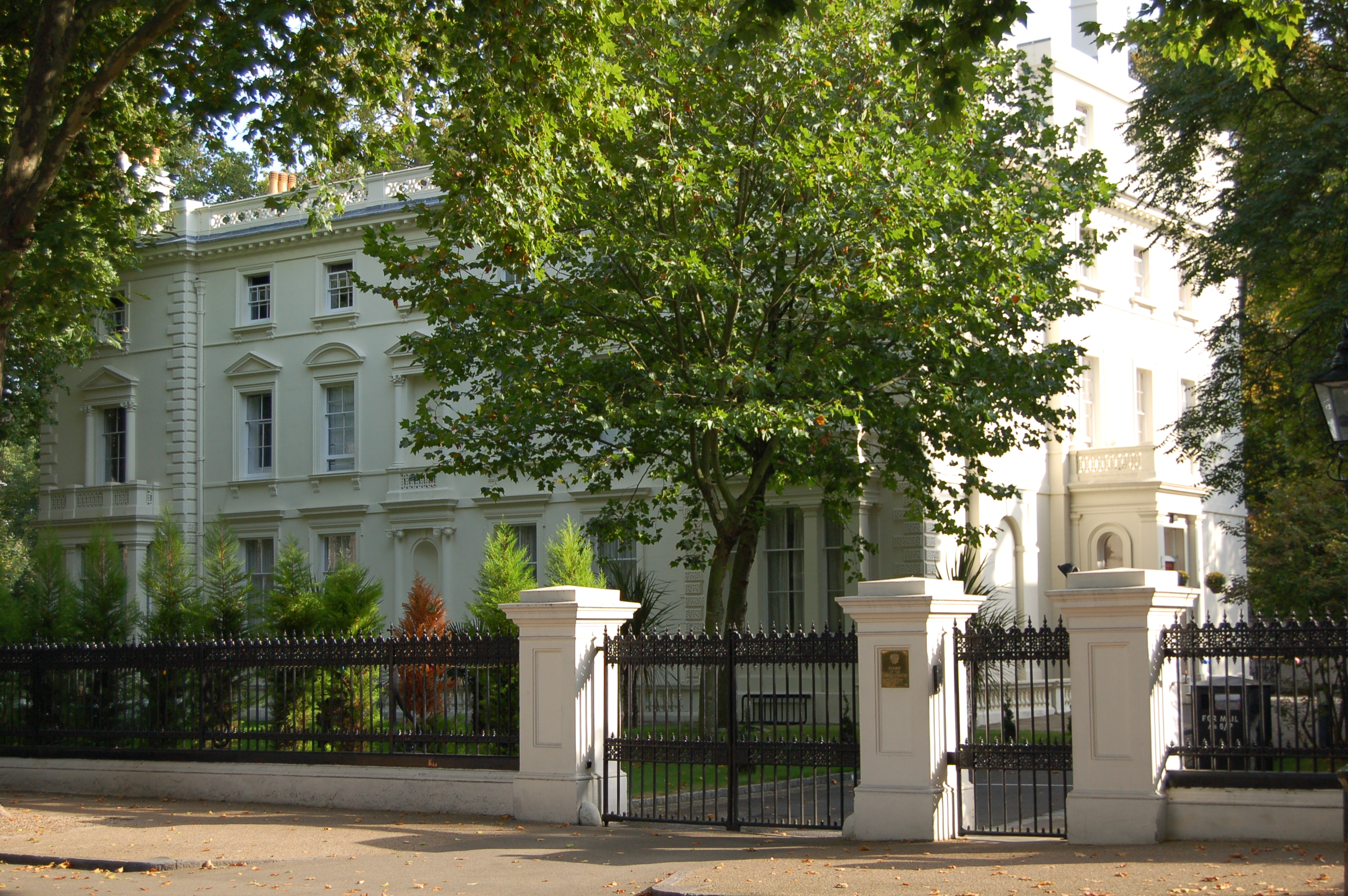
Здание посольства России в Великобритании.

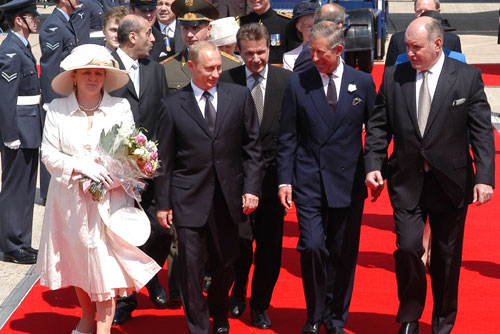
Карасин (справа) сопровождает принца Чарльза и президента России В. В. Путина с супругой на официальной церемонии встречи.

6 марта 2000 года назначен чрезвычайным и полномочным послом Российской Федерации в Великобритании. Указ о его назначении подписал и. о. президента РФ Владимир Путин. В Лондоне Карасин вручил копии верительных грамот.
В феврале 2003 года посол Карасин вручил ордена Дружбы трём британцам, участвовавшим в 85-дневной операции по подъёму затонувшей на большой глубине атомной подводной лодки «Курск» со дна моря. Награждение прошло в посольстве России в Лондоне.
В июне 2003 года следил за проходившем в магистратском суде Лондона рассмотрением дела об экстрадиции в Россию вице-премьера Чечни Ахмеда Закаева. В то же время заявлял о наращивании делового партнёрства между Россией и Великобританией. Занимался подготовкой государственного визита президента РФ Владимира Путина в Великобританию, состоявшегося 24−26 июня 2003 года.
Занимал должность до 9 июня 2005 года. Его сменил Юрий Федотов.

#### Заместитель министра иностранных дел России
С 10 июня по 19 октября 2005 года — заместитель министра иностранных дел России.
19 октября 2005 года указом президента Владимира Путина назначен на должность статс-секретаря — заместителя министра иностранных дел Российской Федерации. Ранее, до августа 2004 года, эту должность занимал Валерий Лощинин, назначенный затем первым заместителем. В качестве заместителя министра курировал вопросы двусторонних отношений с государствами СНГ, работу с соотечественниками за рубежом. Как статс-секретарь отвечал за взаимодействие с палатами Федерального Собрания и общественными организациями, включая законопроектную деятельность министерства. Должность статс-секретаря имеется в каждом федеральном ведомстве. Им является один из заместителей руководителя, который наряду с другими обязанностями курирует вопросы, связанные с прохождением в Федеральном Собрании законопроектов, относящихся к ведению представляемого министерства.
В мае 2006 года Григорий Карасин выступил на форуме российских соотечественников в Вильнюсе и заявил о разработке государственной программа содействия тем соотечественникам, которые хотели бы вернуться в Россию.
В сентябре 2008 года между президентами России и Франции Дмитрием Медведевым и Николя Саркози были достигнуты договоренности (план Медведева — Саркози), заложившие механизм консультаций по безопасности в Закавказье. Первая встреча по разрешению последствий войны в Грузии состоялась в Женеве во Дворце Наций 15 октября 2008 года. Григорий Карасин возглавлял российскую делегацию на первой и последующих встречах. Так в ноябре 2008 года — состоялся 2-й раунд женевских дискуссий, в декабре 2008 года — 3-й раунд, в феврале 2009 года — 4-й раунд, в мае 2009 года — 5-й раунд, в июле 2009 года — 6-й раунд.
В августе 2009 года Григорию Карасину исполнилось 60 лет и он достиг предельного возраста пребывания на госслужбе. Однако закон позволял по решению нанимателя и с согласия служащего продлить срок службы до достижения 65 лет, что и было сделано. Таким образом для него срок был продлён до августа 2014 года. Но 2013 году Владимир Путин подписал закон, который позволил продлевать срок пребывания на госслужбе для категории «руководители» высшей группы должностей гражданской службы до достижения 70 лет.
В сентябре 2009 года состоялся 7-й раунд женевских дискуссий, в ноябре 2009 года — 8-й раунд, в январе 2010 года — 9-й раунд, в марте 2010 года — 10-й раунд, в октябре 2010 — 13-й раунд.
В ноябре 2009 года Григорий Карасин встретился в Москве с экс-премьером Грузии и лидером грузинской партии «Движение за справедливую Грузию» Зурабом Ногаидели.
В декабре 2012 года, после прихода к власти в Грузии коалиции «Грузинская мечта», Григорий Карасин неофициально встречался со спецпредставителем премьер-министра Грузии Зурабом Абашидзе с целью нормализацию двусторонних отношений.
25-26 июня 2013 года состоялся 24-й раунд, на котором Карасин всё также Карасин возглавлял российскую делегацию.
1 марта 2014 года назначен Владимиром Путиным официальным представителем президента РФ при рассмотрении его обращения в Совет Федерации об использовании Вооружённых сил Российской Федерации на территории Украины до нормализации общественно-политической обстановки в этой стране.
В ноябре 2015 года в Праге состоялась очередная встреча заместителя министра иностранных дел РФ Григория Карасина и спецпредставителя премьер-министра Грузии по взаимоотношениям с Россией Зурабом Абашидзе. Дипломаты подвели итоги трёхлетней работы. Карасин отметил прогресс в российско-грузинских отношениях.
В июне 2016 года на 36-м рауне женевских дискуссий по Закавказью Карасин по-прежнему возглавлял российскую делегацию.
В марте 2018 года Карасин участвовал в 43-м раунде женевских дискуссий.
В августе 2018 года президент Путин продлил 69-летнему Карасину срок пребывания на госслужбе на один год 23 августа 2019 года Григорию Карасину исполнилось 70 лет и продлевать срок службы далее по закону уже было нельзя. 10 сентября 2019 года указом президента Путина был освобождён от должности статс-секретаря — заместителя министра иностранных дел.
3 июля 2019 года на 48-м раунде женевских дискуссий Карасин в последний раз возглавлял российскую делегацию Следующий, 49-й раунд, состоялся в октябре 2019 года и российскую делегацию впервые возглавил заместитель министра иностранных дел Андрей Руденко. 5 июля стало известно, что временно исполняющий обязанности губернатора региона Валерий Лимаренко при регистрации кандидатом на выборах губернатора Сахалинской области указал Карасина в как одного из трёх кандидатов на должность сенатора Совета Федерации от Сахалинской области.

### В Совете Федерации

#### Первый срок (2019—2024)

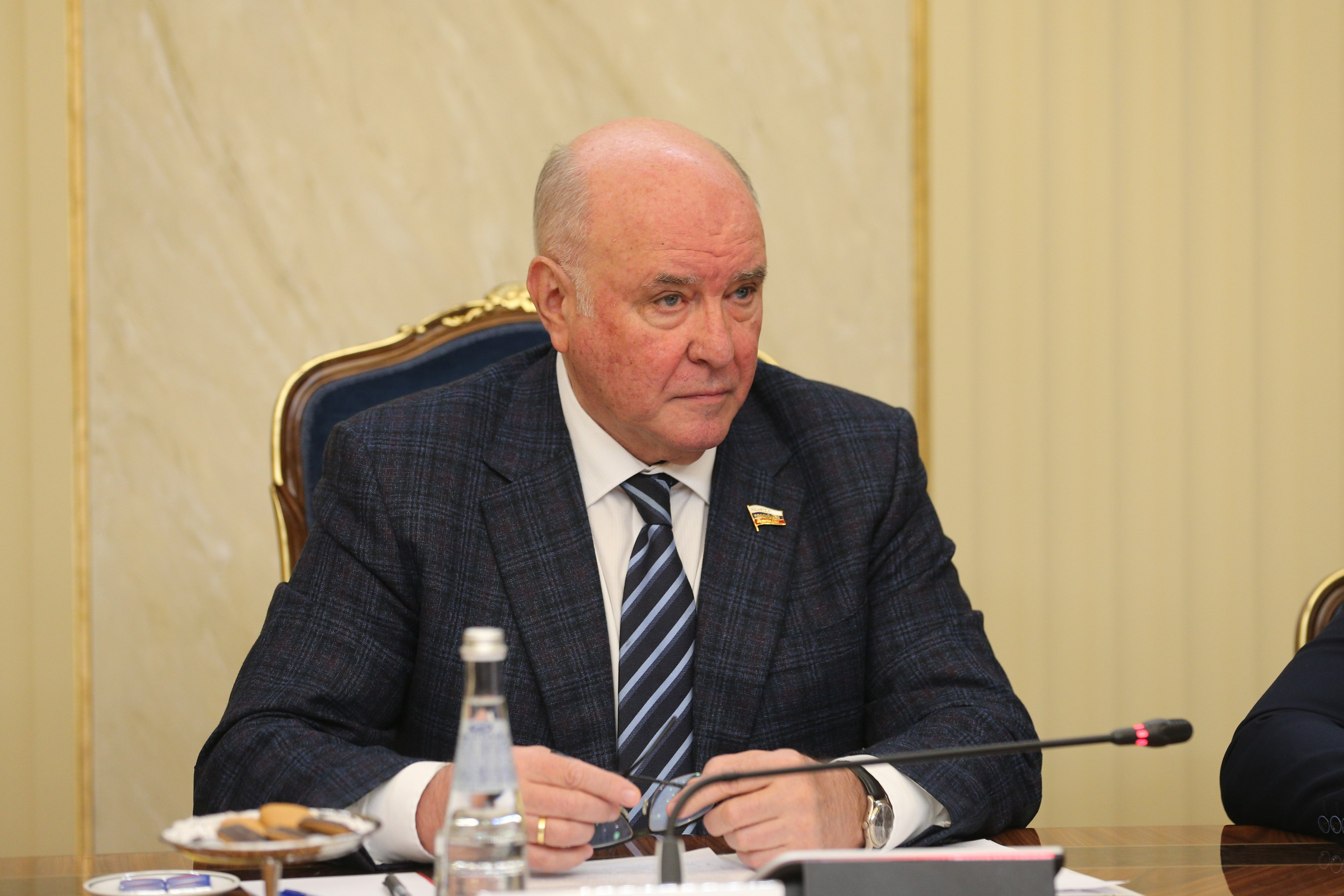
Григорий Карасин в Совете Федерации, сентябрь 2022.

12 сентября 2019 года указом вступившего в должность губернатора Сахалинской области Валерия Лимаренко Карасин назначен членом Совета Федерации, представителем исполнительного органа государственной власти. Срок полномочий — 5 лет. 25 сентября 2019 года избран первым заместителем председателя комитета Совета Федерации по науке, образованию и культуре. Должность председателя комитета заняла Лилия Гумерова.
17 марта 2021 года на внеочередном заседании комитета Совета Федерации по международным делам избран его председателем, сменив Константина Косачева. При этом Косачев был избран заместителем председателя Совета Федерации.
21 февраля 2022 года Россия признала независимость Донецкой и Луганской народных республиках, а президент Владимир Путин обратился в Совет Федерации с просьбой об использовании вооруженных сил за рубежом. 22 февраля на внеочередном заседании присутствовали 153 сенатора из 170, которые единогласн поддержали это решение. При этом в соответствии с регламентом обращение президента РФ было рассмотрено на совместном заседании трёх комитетов СФ: по конституционному законодательству и государственному строительству, по обороне и безопасности и по международным делам, а также Советом палаты. С докладами выступили главы комитетов — Андрей Клишас, Виктор Бондарев и Григорий Карасин. Карасин заявил, что это вполне логичная мера, которая позволит защитить людей, интересы Донецкой и Луганской Народных Республик. «Мы должны дать возможность миллионам соотечественников, миллионам донецких и луганских граждан жить активной собственной жизнью, не боясь за завтрашний день, не боясь за судьбы своих детей»..
13 сентября в Москве Григорий Карасин принял председателя Политбюро ХАМАС Исмаила Ханию.
В июле 2024 года губернатора Сахалинской области Валерий Лимаренко при регистрации кандидатом на очередных выборах вновь указал Карасина в как одного из трёх кандидатов на должность сенатора Совета Федерации от Сахалинской области.

#### Второй срок (2024—2029)
На состоявшихся 8 сентября 2024 года выборах губернатора Сахалинской области Валерий Лимаренко был переизбран на второй срок. 11 сентября 2024 года он вступил в должность и переназначил Карасина сенатором от Сахалинской области ещё на 5 лет. 25 сентября Карасин вновь был утверждён председателем комитета по международным делам. При этом сам он находился в Нью-Йорке в зарубежной командировке на 79-й сессии Генассамблеи ООН в составе официальной делегации РФ Возглавлял делегацию министр иностранных дел РФ Сергей Лавров.
24 марта 2025 года на переговорах с США в Эр-Рияде Карасин и советник директора ФСБ Сергей Беседа возглавили делегацию экспертов от России.

## Санкции
Из-за поддержки российской агрессии и нарушения территориальной целостности Украины во время российско-украинской войны находится под персональными санкциями разных стран.
9 марта 2022 года на фоне вторжения России на Украину внесён в санкционный список всех стран Европейского союза, так как голосовал за ратификацию договоров о дружбе с самопровозглашёнными ЛНР и ДНР.
30 сентября 2022 года внесён в санкционный список Соединённых Штатов Америки «за аннексию Путиным регионов Украины» и одобрения закона о фейках. Государственный департамент отмечает что сенаторы «проголосовали за одобрение просьбы Путина о вводе войск в Украину, что послужило неоправданным предлогом для полномасштабного вторжения России в Украину».
24 марта 2022 года внесён в санкционный список Канады «соратников режима» за «содействие в нарушения суверенитета и территориальной целостности Украины».
По аналогичным основаниям с 15 марта 2022 года находится под санкциями Великобритании. С 16 марта 2022 года находится под санкциями Швейцарии. С 21 апреля 2022 года находится под санкциями Австралии. Указом президента Украины Владимира Зеленского от 7 сентября 2022 находится под санкциями Украины. С 3 мая 2022 года находится под санкциями Новой Зеландии.

## Награды
- Медаль ордена «За заслуги перед Отечеством» II степени (21 июня 1996 года) — за заслуги в реализации внешнеполитического курса Российской Федерации[56]
- Благодарность президента Российской Федерации (9 июля 1996 года) — за активное участие в организации и проведении выборной кампании Президента Российской Федерации в 1996 году[57]
- Орден Дружбы (5 апреля 1999 года) — за заслуги перед государством, высокие достижения в производственной деятельности и большой вклад в укрепление дружбы и сотрудничества между народами[58]
- Заслуженный работник дипломатической службы Российской Федерации (22 марта 2004 года) — за большой вклад в разработку и реализацию внешнеполитического курса Российской Федерации[59]
- Благодарность президента Российской Федерации (4 августа 2006 года) — за заслуги в реализации внешнеполитического курса Российской Федерации и многолетнюю дипломатическую службу[60]
- Орден Русской Православной Церкви Преподобного Сергия Радонежского II степени (29 марта 2007 года, Русская православная церковь) — к трудам по укреплению единства православных народов[61]
- Медаль Совета Безопасности Российской Федерации «За заслуги в обеспечении международной безопасности» (23 августа 2007 года) — за заслуги в обеспечении международной безопасности[62]
- Почётная грамота президента Российской Федерации (2 февраля 2009 года) — за заслуги в реализации внешнеполитического курса Российской Федерации, многолетнюю безупречную дипломатическую службу[63]
- Орден «За заслуги перед Отечеством» IV степени (18 августа 2009 года) — за большой вклад в реализацию внешнеполитического курса Российской Федерации и многолетнюю дипломатическую службу[64]
- Орден Дружбы народов (8 декабря 2009 года, Белоруссия) — за значительный вклад в союзное строительство, укрепление дружеских отношений, единство народов Беларуси и России[65][66]
- Благодарность президента Российской Федерации (30 июля 2010 года) — за заслуги в реализации внешнеполитического курса Российской Федерации[67]
- Медаль Совета Безопасности Российской Федерации «За заслуги в обеспечении национальной безопасности» (16 мая 2012 года) — за заслуги в обеспечении национальной безопасности[68]
- Орден Русской Православной Церкви Святого благоверного князя Даниила Московского II степени (23 августа 2014 года, Русская православная церковь) — во внимание к усердным трудам во благо церкви и отечества[69]
- Медаль «За освобождение Крыма и Севастополя» (17 марта 2014 года) — за личный вклад в дело по возвращению Крыма в Россию[70]
- Орден Александра Невского (10 сентября 2014 года) — за большой вклад в реализацию внешнеполитического курса Российской Федерации и многолетнюю добросовестную работу[71]
- Медаль «МПА СНГ. 25 лет» (27 марта 2017 года, Межпарламентская ассамблея СНГ) — за заслуги в деле развития и укрепления парламентаризма, за вклад в развитие и совершенствование правовых основ функционирования Содружества Независимых Государств, укрепление международных связей и межпарламентского сотрудничества[72]
- Почётный знак Государственной Думы Федерального Собрания Российской Федерации «За заслуги в развитии парламентаризма» (1 марта 2018 года) — за заслуги в развитии парламентаризма[73]
- Медаль «За вклад в развитие Евразийского экономического союза» (29 мая 2019 года, Высший Евразийский экономический совет)[74]
- Орден «За заслуги перед Отечеством» III степени (23 августа 2019 года) — за большой вклад в реализацию внешнеполитического курса Российской Федерации и многолетнюю добросовестную дипломатическую службу[75]
- Орден Преподобного Серафима Саровского I степени (3 августа 2019 года, Русская православная церковь) — во внимание к поддержке церковно-общественных инициатив и в связи с 70-летием со дня рождения[76]
- Орден Почёта (17 октября 2019 года, Молдавия) — в знак глубокой признательности за значительный вклад в укрепление и расширение межгосударственных отношений дружбы и сотрудничества[77]
- Орден «Достык» II степени (29 ноября 2019 года, Казахстан) — за значительный вклад в укрепление дружбы и сотрудничества между Республикой Казахстан и Российской Федерацией[78]
- Орден Почёта (2023, Южная Осетия)[79]
- Орден Дружбы (26 августа 2023 года, Южная Осетия) — за большой вклад в развитие сотрудничества между Республикой Южная Осетия и Российской Федерацией[80].
- Орден «За заслуги перед Отечеством» II степени (17 августа 2024 года) — за большой вклад в развитие парламентаризма, активную законотворческую деятельность и многолетнюю добросовестную работу[81]
- Орден Святого благоверного великого князя Александра Невского II степени (2025 год, Русская православная церковь)[82]

## Дипломатический ранг
- Чрезвычайный и полномочный посланник 1 класса (2 июня 1992 года)[83]
- Чрезвычайный и полномочный посол (2 марта 1995 года)[84]